# Zemljopis Trinidada i Tobaga
Trinidad i Tobago je mala otočna država u južnim Karibima, sjeverno od sjeveroistočnih obala Venezuele od koje je dijeli 13 kilometara širok morski prolaz Sepent`s Mouth. Državu čine dva velika otoka: Trinidad (4828 km2) i Tobago (300 km2) te još dvadesetak otočića.
Otoci su, geološki i reljefno, nastavak južnoameričkog kopna odnosno Obalnog gorja. U reljefu Trinidada ističu se tri brdska lanca koji se pružaju u pravcu istok-zapad. U sjevernom dijelu se nalazi najviše Sjeverno gorje s najvišim vrhom države El Cerro del Aripom na 940 metara nadmorske visine. Tobago leži 32 km sjeveroistočno od Trinidada. U središnjem i sjeveroistočnom dijelu otoka nalazi se Glavno gorje (Main Ridge) koje se uzdiže do 576 metara, a ono je nastavak planinskog lanca iz Venezuele i Trinidada.
Klima je tropska savanska. Na Trinidadu srednja godišnja temperatura iznosi 26 °C, a izluči se prosječno 2110 mm oborine. Tobago je nešto hladniji, ali i kišovitiji (oko 2500 mm). Kišno razdoblje na oba otoka traje od lipnja do prosinca. Otoci se nalaze izvan uraganskog pojasa, no unatoč tomu Tobago je 1963. pogodio uragan Flora.
Rijeke su brojne, ali kratke. Najduža je Ortoire na Trinidadu koja se ulijeva u Atlantski ocean duga 50 kilometara. Druga značajna rijeka je 40 kilometara duga rijeka Caroni koja se ulijeva u zaljev Paria na zapadu. U ravnici na jugu Trinidada ponegdje ima prostranih močvara.
Tlo je većinom plodno osim pjeskovitih i nestabilnih terena na jugu Trinidada. Prirodna vegetacija je tropska kišna šuma, a tek u zapadnom dijelu Trinidada prevladava savana s ostatcima savanske šume. Oko 23% površine se iskorištava u poljoprivredi, dok 46% površine pokrivaju šume.